# Johann Christoph Altnikol
Johann Christoph Altnikol (getauft am 1. Januar 1720 in Berna, heute zu Sulików, Niederschlesien; begraben am 25. Juli 1759 in Naumburg (Saale); in manchen Quellen auch Altnickol) war ein deutscher Komponist und Organist. Er war Schüler und, verheiratet mit Elisabeth Juliana Friederica Altnikol geborene Bach, Schwiegersohn von Johann Sebastian Bach.

## Leben
Johann Christoph Altnikols genaues Geburtsdatum ist unbekannt; sicher ist nur, dass er am 1. Januar 1720 in Berna bei Seidenberg getauft wurde. Von 1733 an besuchte er das Lyceum in Lauban. Zwischen 1740 und 1743 war er als Sänger und Aushilfsorganist an der Breslauer Kirche St. Maria Magdalena tätig. Ab dem Jahr 1744 studierte Altnikol in Leipzig Theologie. Dort kam er auch in Kontakt mit seinem Lehrer und späteren Schwiegervater Johann Sebastian Bach. Im Mai 1747 bescheinigt Bach seinem Schüler Altnikol, dass er

„seit Michaelis ao. 1745 dem Choro Musico unausgesetzt assistiret, indem er bald als Violiste, bald als Violoncelliste, meistens aber als Vocal-Bassiste sich exhibiret …“

Im Januar 1748 wurde er Organist im schlesischen Niederwiesa bei Greiffenberg, unterstützt wiederum durch eine Empfehlung Bachs:

„Er ist ein Ecolier, dessen ich nicht zu schämen haben darf.“

Im September desselben Jahres übernahm er den Organistenposten der Stadtkirche St. Wenzel in Naumburg (Saale) und behielt diese Stellung bis zu seinem Lebensende.
Am 20. Januar 1749 heiratete er die fast 23-jährige Elisabeth Juliana Friederica Bach (1726–1781), eine Tochter seines Kompositions- und „Clavierlehrers“ Johann Sebastian Bach. Die Trauung in der St. Thomaskirche zu Leipzig vollzog der Archidiakon Christoph Wolle, welcher der Familie Bach auch als Beichtvater verbunden war. Am 4. Oktober 1749 wurde in Naumburg das erste Kind des Ehepaares geboren und auf den Namen Johann Sebastian getauft. Einer der Paten war sein Großvater Johann Sebastian Bach, der bei der Taufe nicht dabei war. Dieser Sohn starb zwei Monate später. Am 30. Mai 1751 kam Tochter Augusta Magdalena zur Welt (gestorben am 21. April 1809). Eine ihrer Paten war ihre Großmutter Anna Magdalena Bach, die ebenfalls bei der Taufe nicht anwesend sein konnte. Am 30. Juli 1754 wurde Tochter Juliana Wilhemina geboren (gestorben am 22. Juni 1818).
1750 starb Johann Sebastian Bach. Johann Gottfried Müthel, einer seiner letzten Schüler, setzte seinen Unterricht bei Altnikol fort, der auch am Vertrieb der Kunst der Fuge beteiligt war, deren Druck die Erben Bachs veranlassten. Über Johann Christoph Altnikols späteres Leben ist ansonsten nur wenig bekannt. Am 25. Juli 1759 wurde er in Naumburg beigesetzt.

## Werk
Von Altnikols Kompositionen sind nur wenige erhalten. Derzeit sind u. a. folgende Werke bekannt:
- zwei Motetten
  - „Befiehl du deine Wege“, die Vertonung eines Liedes von Paul Gerhardt (vierstimmig)
  - „Nun danket alle Gott“ (fünfstimmig)
- eine Klaviersonate
- zwei Kantaten
- eine Ricercare (C-Dur) für Clavier (Orgel?)
- eine Messe in d-Moll (Kyrie, Gloria)
- Osterkantate „Frohlocket und jauchzet mit prächtigen Chören“
- Pfingstkantate „Ich lebe und ihr sollt auch leben“